# 42 sekundy
42 sekundy (hiszp. 42 segundos) – powstały w koprodukcji hiszpańsko-andorskiej dramat sportowy z 2022 roku w reżyserii Àlexa Murrulla i Daniego de la Orden, o przygotowaniach reprezentacji narodowej w piłce wodnej mężczyzn do Igrzysk XXV Olimpiady w 1992 roku.
Pierwszy raz obraz zaprezentowano dla zamkniętej publiczności w Madrycie (Academia de Cine) 27 lipca 2022 roku. Premiera dla ograniczonej liczby publiczności odbyła się 24 sierpnia 2022 roku. Premiera światowa miała miejsce 2 września 2022 roku.
Film wyreżyserowali Àlex Murrull i Dani de la Orden na podstawie scenariusza autorstwa Carlosa Franco. Autorem zdjęć był Pau Castejón, muzyki Óscar Araujo. Za montaż odpowiadał Alberto Gutiérrez. Zdjęcia kręcono w Barcelonie i Andorze.

## Fabuła
Akcja rozgrywa się w 1992 roku w Hiszpanii i Andorze. Przed zbliżającymi się wielkimi krokami Letnimi Igrzyskami Olimpijskimi w Barcelonie hiszpańska reprezentacja w piłce wodnej mężczyzn nie zachwycała formą. Na funkcję trenera powołano chorwackiego szkoleniowca Dragan Matutinović. Piłkarze borykali się z wieloma problemami. Byli wśród nich uzależnieni od narkotyków, osoby z problemami natury psychologicznej. Ostre treningi pomagły w wyłonieniu ostatecznego składu na igrzyska.

## Obsada
W filmie wystąpili, m.in.:
- Jaime Lorente jako Pedro García Aguado
- Álvaro Cervantes jako Manuel Estiarte
- Cristian Valencia(inne języki) jako Jesús Rollán
- Joan Sentís(inne języki) jako Sergi Boix
- Pep Ambròs(inne języki) jako Arnau Agut
- Julen Alba jako Miguel Poves
- Tarik Filipović jako Dragan Matutinović(inne języki)
- Òscar Muñoz(inne języki) jako Josep Perelló
- David Bagés(inne języki) jako Carles Pinto
- Germán Alcarazu(inne języki) jako Javi Franco